# Eyalet di Diyarbekir
L'eyalet di Diyarbekir (in turco: Vilâyet-i Diyarbakır, ولايت ديار بكر) fu un eyalet dell'Impero ottomano, nell'area della Mesopotamia.
Nel 1846 fu succeduto dall'eyalet del Kurdistan.

## Governo
L'organizzazione dell'eyalet nel XVIII secolo, derivataci dai racconti di Evliya Çelebi, era la seguente: "In questa provincia vi sono diciannove sanjak e cinque hakumet (o governatorati ereditari) [...] otto [sanjak] si trovavano anche al tempo della conquista e vennero mantenuti per eredità ai Bey kurdi locali. Come molti altri sanjak sono divisi in ziamet e Timar, possedimenti che sono obbligati a servire all'agricoltura.
Gli hakumets non hanno ziamet né Timar. I loro governatori vi esercitano piena autorità e non solo ricevono le rendite delle terre, ma anche altre tasse fra cui quelle sui diritti di pascolo, sui matrimoni, sui cavalli, sulle vigne e sui frutteti. [...]
Gli ufficiali del divan di Diarbeker sono i Defterdar del tesoro con un ruz-namji (scrivano); un Defterdar proveniva dalle forze feudali (Emin) ed uno era un luogotenente Kethüda dei Defter, mentre un altro proveniva dai Çavuş; un segretario (kātib), un colonnello, un tenente colonnello della milizia".

## Geografia antropica

### Suddivisioni amministrative
| Sanjak tra il 1515 ed il 1526 1. sanjak di Amid 2. sanjak di Mardin 3. sanjak di Sincar 4. sanjak di Birecik 5. sanjak di Ruha 6. sanjak di Siverek 7. sanjak di Çermik 8. sanjak di Ergani 9. sanjak di Harput 10. sanjak di Arabgir 11. sanjak di Kiğı 12. sanjak di Çemişkeze | Sanjak tra il 1526 ed il 1560 1. sanjak di Amid 2. sanjak di Mardin 3. sanjak di Sincar 4. sanjak di Ruha 5. sanjak di Siverek 6. sanjak di Çermik 7. sanjak di Ergani 8. sanjak di Harput 9. sanjak di Arabgir 10. sanjak di Kiğı 11. sanjak di Çemişkezek 12. sanjak di Musul 13. sanjak di Hit 14. sanjak di Deyr 15. sanjak di Rahbe 16. sanjak di Ane Sancağı | Sanjak dopo il 1560 1. sanjak di Amid 2. sanjak di Sincar 3. sanjak di Ruha 4. sanjak di Siverek 5. sanjak di Çermik 6. sanjak di Ergani 7. sanjak di Harput 8. sanjak di Arabgir 9. sanjak di Kiğı 10. sanjak di Çemişkezek 11. sanjak di Musul 12. sanjak di Hit 13. sanjak di Deyr 14. sanjak di Rahbe 15. sanjak di Ane Sancağı |